# Hemerophanes diatoma
Hemerophanes diatoma är en fjärilsart som beskrevs av Erich Martin Hering 1926. Hemerophanes diatoma ingår i släktet Hemerophanes och familjen tofsspinnare. Inga underarter finns listade i Catalogue of Life.